# روبرت هاميلتون راسيل
روبرت هاميلتون راسيل (بالإنجليزية: Robert Hamilton Russell)‏ هو جراح أسترالي، ولد في 3 سبتمبر 1860، وتوفي في 30 أبريل 1933 بسبب حادث مرور.